# 沃斯托奇内 (基洛夫州)
沃斯托奇内（羅馬化：Vostochnyy；意为“东方”）是俄罗斯基洛夫州的市级镇，属奥穆特宁斯克区，地处基洛夫州东北部，在区行政中心奥穆特宁斯克北偏东、州府基洛夫东偏北方。附近有维亚特卡河一支流菲利波夫卡河（Филипповка）流经。
该地2021年人口有6,684人；2010年人口7,237；2002年人口7,861；1989年人口8,226。